# Ponts historiques de Finlande

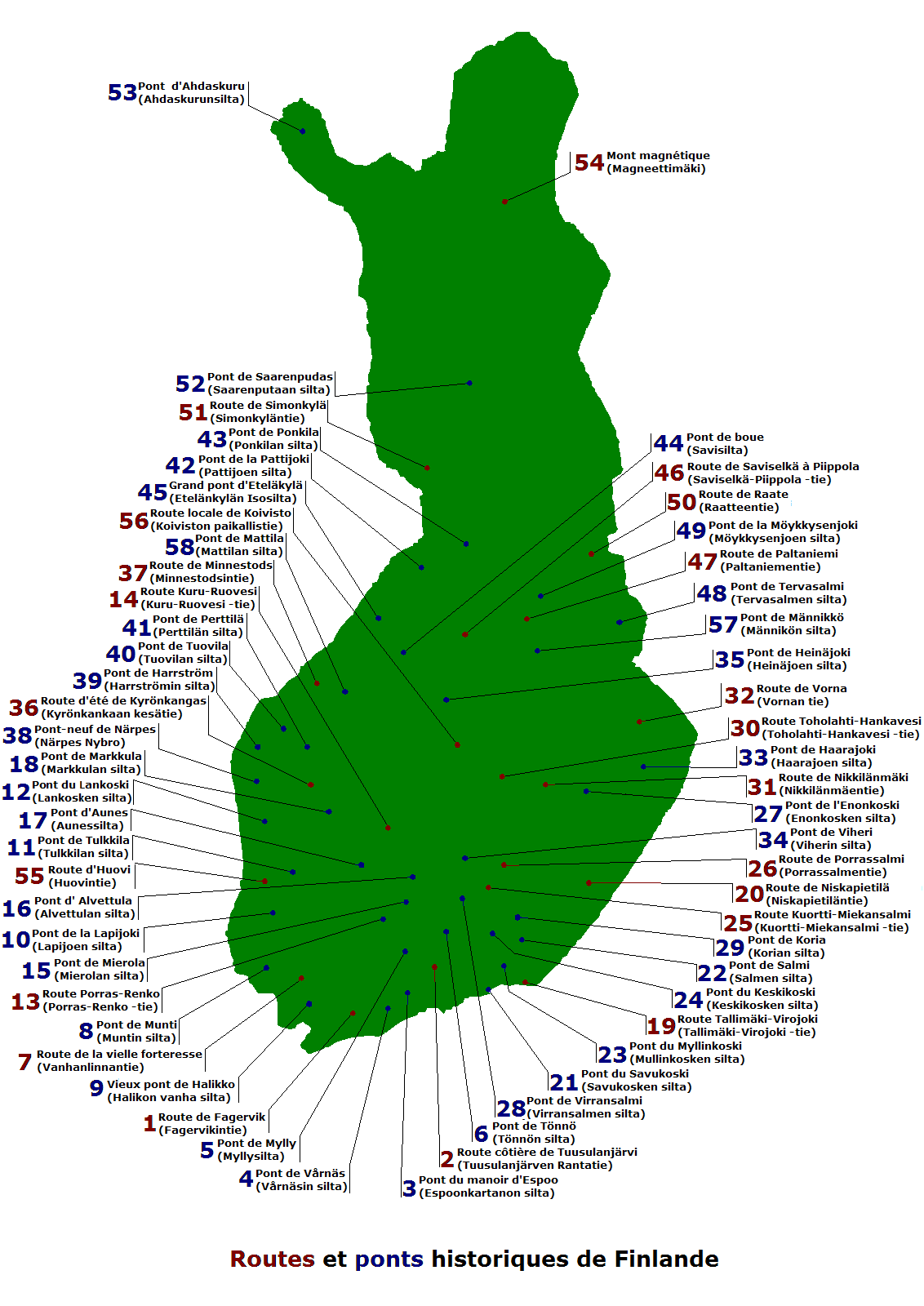
Localisation des routes et ponts historiques de Finlande

L'administration finlandaise des Ponts et chaussées a sélectionné 33 ponts caractéristiques de l'évolution des transports terrestres de ce pays. 
Ils sont désignés par les termes de museosilta (pont-musée) par des panneaux spécifiques. Certains ponts sont rarissimes au niveau mondial comme le pont du Savukoski (21), pont en béton en arc sous-tendu à une seule articulation.

## Ponts musées routiers
Les Centres de développement économique, les transports et l'environnement ont répertorié en 2012 les 33 ponts suivants::
| Nom                        | Commune        | Région                    | Const.    | Type                           | Coord.                       | Image |
| -------------------------- | -------------- | ------------------------- | --------- | ------------------------------ | ---------------------------- | ----- |
| Pont de Sågbro (fi)        | Espoo          | Uusimaa                   | 1778–1816 | Pont en arc                    | 60° 11′ 54″ N, 24° 34′ 54″ E |       |
| Muntin silta (fi)          | Taivassalo     | Finlande-Propre           | 1850      | Pont en arc                    | 60° 34′ 11″ N, 21° 38′ 01″ E |       |
| Halikon vanha silta (fi)   | Salo           | Finlande-Propre           | 1865–1866 | Pont à poutres                 | 60° 23′ 51″ N, 23° 04′ 09″ E |       |
| Lapijoen silta (fi)        | Eurajoki       | Satakunta                 | 1882–1883 | Pont en arc                    | 61° 10′ 27″ N, 21° 39′ 04″ E |       |
| Tulkkilan silta (fi)       | Kokemäki       | Satakunta                 | 1918      | Pont à poutres                 | 61° 15′ 35″ N, 22° 21′ 20″ E |       |
| Lankosken silta (fi)       | Merikarvia     | Satakunta                 | 1886–1887 | Pont en arc                    | 61° 48′ 45″ N, 21° 39′ 38″ E |       |
| Savukosken silta (fi)      | Pyhtää Loviisa | Vallée de la Kymi Uusimaa | 1926–1928 | Pont à poutres                 | 60° 29′ 46″ N, 26° 27′ 37″ E |       |
| Salmen silta (fi)          | Hamina         | Vallée de la Kymi         | 1904      | Pont en arc                    | 60° 34′ 56″ N, 27° 10′ 26″ E |       |
| Pont de Mullinkoski        | Hamina         | Vallée de la Kymi         | 1950      | Pont à poutres                 | 60° 35′ 06″ N, 27° 11′ 14″ E |       |
| Ponts de Keskikoski        | Kouvola        | Vallée de la Kymi         | 1954      | Pont à poutres en porte-à-faux | 60° 45′ 39″ N, 26° 46′ 41″ E |       |
| Enonkosken kivisilta (fi)  | Enonkoski      | Savonie du Sud            | 1903–1904 | Pont en arc                    | 62° 05′ 25″ N, 28° 55′ 01″ E |       |
| Virransalmen silta (fi)    | Mäntyharju     | Savonie du Sud            | 1936–1937 | Pont en treillis               | 61° 20′ 58″ N, 26° 44′ 14″ E |       |
| Pont de Koria              | Kouvola        | Vallée de la Kymi         | 1870      | Pont en treillis               | 60° 51′ 13″ N, 26° 36′ 57″ E |       |
| Tönnön silta (fi)          | Orimattila     | Päijät-Häme               | 1911      | Pont à poutres                 | 60° 47′ 51″ N, 25° 41′ 38″ E |       |
| Mierolan silta (fi)        | Hattula        | Kanta-Häme                | 1918      | Pont en arc                    | 61° 03′ 49″ N, 24° 23′ 22″ E |       |
| Pont Aunes                 | Tampere        | Pirkanmaa                 | 1898–1899 | Pont en arc                    | 61° 37′ 51″ N, 23° 50′ 15″ E |       |
| Markkulan silta (fi)       | Kihniö         | Pirkanmaa                 | 1959      | Pont en treillis               | 62° 08′ 29″ N, 23° 05′ 34″ E |       |
| Haarajoen museosilta (fi)  | Joensuu        | Carélie du Nord           | 1925–1926 | Pont à poutres                 | 62° 31′ 40″ N, 30° 29′ 02″ E |       |
| Pont du Viheri             | Joutsa         | Finlande centrale         | 1887      | Pont à poutres                 | 61° 43′ 42″ N, 26° 11′ 13″ E |       |
| Heinäjoen silta (fi)       | Pihtipudas     | Finlande centrale         | 1923–1924 | Pont en arc                    | 63° 22′ 19″ N, 25° 34′ 36″ E |       |
| Närpes Nybro (fi)          | Närpiö         | Ostrobotnie               | 1842      | Pont en arc                    | 62° 28′ 32″ N, 21° 20′ 26″ E |       |
| Harrströmin kivisilta (fi) | Korsnäs        | Ostrobotnie               | 1898      | Pont à poutres                 | 62° 43′ 22″ N, 21° 11′ 01″ E |       |
| Tuovilan silta (fi)        | Mustasaari     | Ostrobotnie               | 1780–1781 | Pont en arc                    | 63° 01′ 48″ N, 21° 48′ 19″ E |       |
| Perttilän riippusilta (fi) | Isokyrö        | Ostrobotnie               | 1909–1910 | Pont suspendu                  | 62° 59′ 02″ N, 22° 21′ 20″ E |       |
| Mattilan silta (fi)        | Kauhava        | Etelä-Pohjanmaa           | 1921      | Pont à poutres                 | 63° 16′ 51″ N, 22° 49′ 13″ E |       |
| Pattijoen silta (fi)       | Raahe          | Ostrobotnie du Nord       | 1896      | Pont en arc                    | 64° 41′ 34″ N, 24° 34′ 18″ E |       |
| Ponkilan silta (fi)        | Muhos          | Ostrobotnie du Nord       | 1931      | Pont suspendu                  | 64° 48′ 32″ N, 26° 00′ 19″ E |       |
| Savisilta (fi)             | Ylivieska      | Ostrobotnie du Nord       | 1912      | Pont à poutres                 | 64° 04′ 31″ N, 24° 32′ 22″ E |       |
| Etelänkylän isosilta (fi)  | Pyhäjoki       | Ostrobotnie du Nord       | 1837      | Pont à poutres                 | 64° 27′ 29″ N, 24° 14′ 30″ E |       |
| Tervasalmen silta          | Kuhmo          | Kainuu                    | 1935      | Pont en arc                    | 64° 05′ 13″ N, 29° 05′ 49″ E |       |
| Möykkysenjoen silta        | Ristijärvi     | Kainuu                    | 1926      | Pont en arc                    | 64° 31′ 41″ N, 28° 11′ 45″ E |       |
| Saarenputaan silta         | Rovaniemi      | Laponie                   | 1924–1925 | Pont en arc                    | 66° 31′ 17″ N, 25° 46′ 53″ E |       |
| Ahdaskurun silta           | Enontekiö      | Laponie                   | 1943      | Pont en arc                    | 69° 04′ 41″ N, 20° 45′ 41″ E |       |

## Ponts musées ferroviaires
| Nom                            | Commune      | Ligne                 | km         | Const. | Type             | Coord.                       | Image |
| ------------------------------ | ------------ | --------------------- | ---------- | ------ | ---------------- | ---------------------------- | ----- |
| Bobäckinpuron ratasilta        | Kirkkonummi  | Rantarata             | km 27+200  | 1900   | Pont en arc      | 60° 10′ 38″ N, 24° 33′ 25″ E |       |
| Hinthaaranjoen ratasilta       | Porvoo       | Porvoo                | km 52+800  | 1948   | Pont à poutres   | 60° 24′ 14″ N, 25° 29′ 11″ E |       |
| Kialan ratasilta               | Porvoo       | Porvoo                | km 59+900  | 1931   | Pont à poutres   | 60° 24′ 25″ N, 25° 36′ 41″ E |       |
| Aurajoen ratasilta             | Aura         | Turku–Toijala         | km 243+740 | 1924   | Pont en arc      | 60° 38′ 55″ N, 22° 35′ 43″ E |       |
| Jyrängön ratasilta             | Heinola      | Lahti–Heinola         | km 166+604 | 1932   | Pont en arc      | 61° 11′ 55″ N, 26° 02′ 01″ E |       |
| Maantiealikäytävä ”Karjasilta” | Lappeenranta | Ligne de Carélie      | km 312+735 | 1935   | Pont à poutres   | 61° 08′ 56″ N, 28° 36′ 06″ E |       |
| Taipaleen kanavan ratasilta    | Varkaus      | Pieksämäki–Joensuu    | km 426+855 | 1935   | Pont tournant    | 62° 18′ 08″ N, 27° 54′ 33″ E |       |
| Taipaleen vanhan kanavan silta | Varkaus      | Pieksämäki–Joensuu    | km 426+998 | 1936   | Pont à poutres   | 62° 18′ 06″ N, 27° 54′ 43″ E |       |
| Uitonsalmen alikulkusilta      | Kajaani      | Iisalmi–Kontiomäki    | km 649+515 | 1920   | Pont en arc      | 64° 17′ 48″ N, 28° 00′ 02″ E |       |
| Kalliokosken ratasilta         | Ristijärvi   | Kontiomäki–Ämmänsaari | km 690+166 | 1935   | Pont en treillis | 64° 33′ 02″ N, 28° 18′ 43″ E |       |
| Aliojan ratasilta              | Rovaniemi    | Laurila–Kelloselkä    | km 941+117 | 1949   |                  | 66° 18′ 30″ N, 25° 20′ 28″ E |       |

### Sources
- Museotiet ja -sillat(fi) , plaquette éditée à l'occasion de ses 200 ans par les Ponts et chaussées finlandais (naguère Tielaitos, Tiehallinto depuis 2001).